# Немогућа мисија (ТВ емисија)
Немогућа мисија је била телевизијска емисија у облику скривене камере, која се првобитно емитовала на телевизији Пинк од 2005. до 2012. и поново почетком 2015. године. Неколико епизода је било премијерно приказано на емисијином веб-сајту после прекидања сарадње са Пинком, од лета 2012. до почетка 2013. 
Емисија се бавила прављењем намештаљки познатим личностима које би тајно снимали, и онда на крају откривали да се ради о намештеном догађају. Слична је емисији  која се емитовала на МТВ-ју.

## Опис
У свакој емисији је тема нека позната личност којој се организује низ исценираних догађаја, како би била доведена у непријатну ситуацију, попут пљачке, отварања албанског позоришта, или свађе. Водитељ емисије је био Горан Марковић. Престала је са емитовањем убрзо после емисије са тадашњим премијером Ивицом Дачићем која је у медијима изазвала велику контроверзу, и то на предлог његовог тадашњег саветника за националну безбедност Ивице Тончева; продукција емисије није ни приказивала спорну епизоду на телевизији, него је била премијерно приказана на њиховом званичном веб-сајту, а после неког времена објављена и на свом Јутјуб каналу. Данас је та епизода најгледанија, са преко три милиона прегледа укупно, с обзиром да је објављена и са титловима на неколико страних језика.
Једна од познатијих епизода је била са Миланом Калинићем, која је била и прва емитована, када су му сместили да отвара албанско позориште у селу Радичевић (преименовано у Скендерај) у Војводини са албанском већином.

## Списак епизода
Продукција емисије повремено објављује епизоде на свом Јутјуб каналу, а неких епизода (поготово друге сезоне, емитоване почетком 2015. године) има и на Јутјуб каналу телевизије Пинк.
- Милан Калинић - албанско позориште (новембар 2005)
- Огњен Амиџић - пљачка
- Маринко Маџгаљ - пронађени наркотици у торби на аеродрому (децембар 2005)
- Гоца Тржан - аутомобил одузет од стране паука (зима 2005/06)
- Ана Николић - аутомобил напуњен отпацима из ромског насеља (пролеће 2006)
- Борис Новковић - саобраћајна незгода (јун 2006)
- Марија Шерифовић - једна од песама јој је „плагијат“ (јун 2006)
- Наташа Беквалац - отмица (2008)
- Ивица Дачић - интервју са провокативно обученом водитељком (јануар 2013)